# Una donna tutta particolare
Una donna tutta particolare (Housekeeping) è un film del 1987 diretto da Bill Forsyth, tratto dal romanzo Housekeeping (1980) di Marilynne Robinson.

## Trama
Due giovani sorelle, abbandonate dai genitori, crescono durante gli anni '50 in Idaho insieme alla zia, una donna di personalità anticonformista.